# Orawskie Wesele
Orawskie Wesele, Wesołe lub Wesołe na Orawie (słow. Oravské Veselé) – wieś (obec) w północnej Słowacji, w powiecie Namiestów, w kraju żylińskim. Powstanie miejscowości datowane jest na 1629 rok.

## Kultura
We wsi jest używana gwara orawska, zaliczana przez polskich językoznawców jako gwara dialektu małopolskiego języka polskiego, przez słowackich zaś jako gwara przejściowa polsko-słowacka.